# 王伟 (东汉)
王伟（2世纪—？），一作王绛，中国东汉末年太常。兴平二年（195年）十月，军阀车骑将军李傕与旧部杨奉争夺汉献帝，大败杨奉，俘获司徒赵温、太常王伟、卫尉周忠、司隶校尉管郃等，都是李傕所嫌恶的人，李傕想杀死他们，宣义将军贾诩说：“此皆天子大臣，卿奈何害之！”李傕才没有杀他们。